# Dita Von Teese
Dita Von Teese (narozená jako Heather Renée Sweet, 28. září 1972 Rochester) je americká burleskní tanečnice, modelka, kostýmní návrhářka a herečka. Pomohla znovu zpopularizovat burleskní vystoupení a byla vdaná za Marilyna Mansona.

## Životopis
Narodila se v Rochesteru v Michiganu jako prostřední ze tří dcer v rodině střední třídy. Její matka byla manikérka a její otec byl strojník. Během Eurovision Song Contest 2009 se nechala slyšet, že je zčásti arménského původu. Později objasnila, že jedna z jejích babiček byla napůl Arménka a byla adoptovaná do anglosaské americké rodiny. Von Teese je známa pro svou fascinaci filmy ze čtyřicátých let a klasickým retro stylem. Toto začalo již v jejím raném věku a bylo podpořeno její matkou, která kupovala své dceři různé oblečení, aby se mohla převlékat. Její matka byla fanynkou starých hollywoodských filmů ze zlaté éry a on ní si Von Teese vyvinula fascinaci k herečkám té doby, zvláště k Betty Grableové.
Od dětství chodila na balet a ve třinácti letech sólově tančila v místní baletní společnosti. Ačkoliv se původně chtěla stát baletkou tak říká, že "od patnácti jsem byla tak dobrá jako nikdy předtím". Později začlenila tento prvek to svých burleskních představení, kde často chodí na baletních špičkách. Celá rodina se přesídlila z Michiganu do Orange County v Kalifornii, když se přemístila práce jejího otce. Navštěvovala University High School v Irvine.
Jako dospívající ji její matka vzala na nákup její první podprsenky, který byla vyrobena z obyčejné bílé bavlny a dala jí plastové vejce, které obsahovalo dvojici punčoch tělové barvy. Von Teese říká, že byla znepokojena, když doufala že dostane nádherné krajkové šaty a punčochy toho typu, které zahlédla v otcových magazínech Playboy. Toto posílilo její vášeň pro spodní prádlo. V patnácti letech pracovala v obchodě se spodním prádlem jako prodavačka a kromě toho si tam věci i kupovala. Od té doby velmi ráda nosí propracované spodní prádlo jako korzety. Na univerzitě studovala historické odívání a chtěla se stát filmovou stylistkou. Je vystudovanou kostýmní návrhářkou a často si sama projektuje a navrhuje své focení.

## Osobní život
Často chodí na lekce pilates a drezury. Její dům je ve stylu počátků 19. století a spolu se zcela růžovou kuchyní má vintage zařízení. Má také pokoj vyhrazený jen pro klobouky. Zúčastnila se kampaně hnutí PETA s názvem "Animal Birth Control (ABC)".
Sídlí v Hollywoodu v Kalifornii. Je sběratelkou starožitných čínských věcí, zejména vajec a čajových souprav a vlastní auta Packard One Twenty Eight z roku 1938, Ford Super De Luxe z roku 1946, BMW Z4 a Jaguar typu S z roku 1965. V letech 1997–2010 tak vlastnila Chrysler New Yorker z roku 1939.
Před svatbou s Marilynem Mansonem byla spojována se zpěvákem a kytaristou Mikem Nessem ze skupiny Social Distortion a s hercem Peterem Sarsgaardem. Také veřejně promluvila o některých svých lesbických zážitcích, včetně vážného vztahu se ženou, když jí bylo dvacet let. Také chodila s francouzským aristokratem Louisem-Marie de Castelbajacem.
Chodí s hudebníkem Theem Hutchcraftem z elektronického dua Hurts.

### Sňatek s Marilynem Mansonem
Marilyn Manson byl jejím dlouholetým fanouškem a členem na její internetové stránce. Poprvé se setkali, když ji požádal, aby tančila v jeho videoklipu, a ačkoliv to nemohla udělat kvůli pracovnímu vytížení, zůstali oba v kontaktu. Na Mansonovy 32. narozeniny v roce 2001 přišla s lahví absintu a stali se párem. Manson ji dne 22. března 2004 požádal o ruku a dal jí zásnubní prsten ze třicátých let se sedmi-karátovým diamantem. Dne 28. listopadu 2005 byli oddáni na soukromém necírkevním obřadu doma.
Větší ceremonie se konala 3. prosince na zámku Gurteen v Kilsheelanu v Irsku, domově jejich přítele, Gottfrieda Helnweina. Svatba byla v rukou filmového režiséra autora komiksů Alejandra Jodorowskeho a objevila se na stránkách módního časopisu Vogue. Dne 29. prosince 2006 podala Von Teese žádost o rozvod a jako důvod uvedla „neslučitelné rozdíly“. Von Teese opustila svůj dům s prázdnýma rukama na Štědrý den a nebyla schopna dostat se do kontaktu s Mansonem, aby ho informovala o svém záměru rozvést se s ním. V rozhovoru pro The Daily Telegraph řekla: „Nepodporovala jsem jeho řádění na večírcích nebo jeho vztah s jinou dívkou. Až tak moc jsem ho milovala, že jsem nemohla být toho součástí.“ Nechala se také slyšet, že dala Mansonovi ultimátum, ale „nefungovalo to. Místo toho si ze mě udělal svého nepřítele.“ Nesnažila se získat manželskou podporu a neměla zájem o jeho majetek. Zprávy vypluly na veřejnost na Mansonovy narozeniny dne 5. ledna 2007, kdy mu byly předány rozvodové formuláře.

## Filmografie
| Rok  | Název                                    | Role                                         | Poznámky                                                                |
| ---- | ---------------------------------------- | -------------------------------------------- | ----------------------------------------------------------------------- |
| 1995 | Romancing Sara                           | Allison                                      |                                                                         |
| 1997 | Matter of Trust                          | Dívka s C.T.                                 |                                                                         |
| 1999 | Pin-Ups 2                                |                                              |                                                                         |
| 2000 | Decadence                                |                                              |                                                                         |
| 2001 | Slick City: The Adventures of Lela Devin | Lela Devin                                   |                                                                         |
| 2001 | Tickle Party: Volume 2                   |                                              |                                                                         |
| 2002 | Bound in Stockings                       |                                              |                                                                         |
| 2002 | Naked and Helpless                       |                                              |                                                                         |
| 2004 | Blooming Dahlia                          | Elizabeth Curt                               |                                                                         |
| 2004 | Lest We Forget: The Video Collection     | Dívka ve sklenici martini                    |                                                                         |
| 2005 | The Death of Salvador Dali               | Gala                                         | Vyhrála cenu pro nejlepší herečku na filmovém festivalu v Beverly Hills |
| 2006 | Saint Francis                            | Soul, Pica Bernard                           |                                                                         |
| 2007 | Indie Sex: Extremes                      | Sama sebe                                    | Dokumentární                                                            |
| 2007 | The Boom Boom Room                       | Adeline Winter                               |                                                                         |
| 2011 | Kriminálka Las Vegas                     | Agnes / Ellen Whitebridge / Rita von Squeeze | 11. série, 12. epizoda: "A Kiss Before Frying"                          |

Von Teese se objevila jako host v šesté epizodě sedmého cyklu reality show America's Next Top Model a jako poradkyně v burleskním speciálu „Faking It”. Jako hostující porotkyně byla vidět i v pořadu RuPaul's Drag Race.
Vyskytla se také na jevišti v Eurovision Song Contest 2009 během německého vstupu.

### Videoklipy
| Rok  | Umělec                      | Název písně      | Poznámky |
| ---- | --------------------------- | ---------------- | -------- |
| 2014 | Die Antwoord                | "Ugly boy"       |          |
| 2013 | Monarchy ft. Dita Von Teese | "Disintegration" | N/A      |
| 2013 | 30 Seconds to Mars          | "Up in the Air"  | N/A      |
| 2003 | Marilyn Manson              | "mOBSCENE"       | N/A      |

## Hudební singly
- Monarchy – Disintergration featuring Dita Von Teese (2013)